# Ербеле
Ербеле или Орбеле (алб. Herbel) је насељено место у општини Дибер у округу Дибер, Албанија. Према попису из 1989. године био је 431 становник.
Према бугарском географу и историчару, Василу Канчову, у Ербелима је 1900. године живело 75 Словена хришћана и 125 Словена муслимана. Српски историчар и етнограф Јован Хаџи-Васиљевић, 1924. године наводи да су Ербеле словенско муслиманско-хришћанско село, од којих су муслимани већина. Имају око 200 житеља.